# Андреа Бонайуті
А́ндреа Бонайу́ті або Бонайу́то (італ. Andrea Bonaiuti; також відомий як А́ндреа да Фіре́нце; д/н — між 1377 та 1379) — італійський художник, представник Флорентійської школи. Активна творчість припадала на 1343–1377 роки.

## Життєпис
Народився у Флоренції приблизно в 1320-х роках. Щодо родини та молодих років майже немає відомостей. Рано відчув потяг до малювання. Можливо, навчався у Мазо ді Банко і братів ді Чоні. Вплив останніх помітний у перших самостійних роботах Андреа Бонайуті («Св. Петро-мученик», триптих «Мадонна з немовлям, святими і янголами»).
У 1346 році увійшов до цеху аптекарів та лікарів, куди зараховувалися й художники. У 1355 році художник залишив Флоренцію і близько десяти років жив й працював у Пізі. До 1360-х років Андреа вже мав репутацію відомого майстра. В цей період він повертається до рідного міста. З 13 липня 1366 до 31 травня 1367 року брав участь у складі комісії з будівництва Флорентійського собору.
З 1368 року Бонайуті стає провідним флорентійським майстром. Після Флоренції майстер деякий час жив і працював у Орв'єто, але незабаром знову повернувся до Флоренції, де написав великий образ Св. Луки для шпиталю Санта Марія Нуова (1374 рік).
У 1376 році художник вирушив до Пізи для виконання замовлення на розпис вівтаря, але затримався там надовго, отримавши великий контракт. У 1377 році повертається до Флоренції, де склав заповіт. Відомо що художник помер до 1379 року (можливо від чуми, епідемії якої тоді вирували в Європі).

## Творчість
Андреа Бонайуті виконував замовлення на розпис церков, соборів. Найбільшим і найвидатнішим твором є фрески в іспанській капелі церкви Санта Марія Новела, над якою працював з 1365 до 1368 року. Єдиний монументальний ансамбль охоплює всі стіни і склепіння залу і містить історичні сюжети й алегорії. Ідейною основою програми послужили письмові праці Фра Джакопо Пассаванті, особливо його твір «Свічадо істинного покаяння».
Доволі плідними стали 1360-ті роки. Цьому періоду приписують деякі станкові роботи, атрибуція яких заснована на стилістичному аналізі: поліптих «Мадонна з немовлям і святими» з флорентійської церкви Санта Марія дель Карміне, діптих «Св. Агнеса і св. Доміцилла», який стилістично близький поліптіху з Санта Марія дель Карміне, невеликий вівтар «Мадонна з немовлям і десять святих». До 1370-77 років відноситься невеличке «Розп'яття» (Пінакотеки Ватикану (32,5 х 22 5 см), яке, на думку експертів, надихалося роботою Джотто для церкви Сан Франческо в Ріміні.
Цікавими є фрески для Пізанського Кампосанто. Цикл фресок був замовлений генерал-капітаном (головою Пізанської республіки) П'єтро Гамбакортою. Мальовнича програма була присвячена життю Св. Райнері, покровителя Пізи. Тут Бонайуті написав фрески «Звернення Св. Райнер» (337х767см), «Св. Райнері на Святій Землі» (335х779см), «Спокуса і чудеса Св. Райнері».